# Arroyo de los Molles (Río Yí, II)
Der Arroyo de los Molles ist ein Fluss in Uruguay.
Er entspringt auf dem Gebiet des Departamento Durazno südlich der Quelle des Arroyo de las Palmas und südlich der in der Nähe verlaufenden Ruta 19. Von dort fließt er in südliche Richtung, wird vom Arroyo Puntas de los Molles gespeist und mündet schließlich einige Kilometer nordöstlich des Cerro del Cascabel als rechtsseitiger Nebenfluss in den Río Yí.